# Murray Perahia
Murray David Perahia (New York, 19 aprile 1947) è un pianista e direttore d'orchestra statunitense.

## Biografia
Nato da una famiglia di origini sefardite, iniziò a suonare il pianoforte all'età di quattro anni (sebbene egli abbia affermato di non aver coltivato seriamente lo strumento fino all'età di quindici). A diciassette inizia a frequentare il Mannes College, dove studia pianoforte, direzione d'orchestra e composizione con il suo maestro e mentore Mieczysław Horszowski. Durante l'estate, frequenta inoltre la Marlboro Music School and Festival, dove studia con, tra gli altri, Rudolf Serkin e Pablo Casals. Nel 1967 ha suonato per la prima volta al festival di Marlboro al fianco di Serkin e Casals.
Nel 1972 vince il quarto concorso pianistico di Leeds che lo aiuta a cementare la sua reputazione e a procurarsi ulteriori opportunità. Nel 1973 lavora con Benjamin Britten e Peter Pears all'Festival di Aldeburgh, ne diviene co-direttore artistico nel 1981, carica che manterrà fino al 1989.
Perahia mantenne rapporti molto stretti con il più anziano Vladimir Horowitz, che ebbe una forte influenza sulla sua tecnica pianistica.
Per il Teatro alla Scala di Milano nel 1980 esegue il Concerto per pianoforte e orchestra n. 1 op. 25 in Sol minore di Felix Mendelssohn diretto da Riccardo Chailly, negli anni 1987, 1990, 1993, 1996, 1997 e nel 2000 tiene un recital e nel 2002 esegue il Concerto per pianoforte e orchestra n. 4 (Beethoven) con la Filarmonica della Scala al Teatro degli Arcimboldi.
A Salisburgo esegue nel 1989 il Concerto per pianoforte e orchestra n. 21 di Mozart con la Wiener Philharmoniker diretto da James Levine, nel 1990 il Concerto per pianoforte e orchestra n. 22 di Mozart diretto da Claudio Abbado, nel 1991 il Concerto per pianoforte e orchestra n. 20 di Mozart diretto da Georg Solti, nel 1993 il Concerto per pianoforte e orchestra di Schumann diretto da Abbado, nel 2003 il Concerto brandeburghese n. 5 di Bach e il Concerto per pianoforte e orchestra n. 1 di Beethoven e nel 2012 il Concerto per pianoforte e orchestra n. 4 di Beethoven diretto da Bernard Haitink e si esibisce in un recital.
Per la Metropolitan Opera House di New York nel 1996 esegue il Concerto per pianoforte e orchestra n. 24 di Mozart diretto da James Levine alla Carnegie Hall.
Per il Teatro La Fenice di Venezia nel 1998 tiene un recital nella Scuola Grande di San Giovanni Evangelista e nel 2002 suona musiche di Johann Sebastian Bach al Teatro Malibran.
Il suo primo progetto relativo ad un'incisione fu la serie dei concerti per pianoforte di Wolfgang Amadeus Mozart, diretti dal pianoforte con la English Chamber Orchestra. Negli anni ottanta ha anche registrato tutti i concerti per pianoforte di Beethoven, con Bernard Haitink e la Orchestra reale del Concertgebouw di Amsterdam
Nel febbraio 2016, dopo quasi trent'anni di assenza, è tornato a Genova per un recital in occasione della stagione 2015/2016 della Giovine Orchestra Genovese.

## Infortunio alla mano e ripresa della carriera
Nel 1992 la sua carriera fu messa in pericolo da un'anomalia ossea in una delle mani, che dovette essere operata chirurgicamente. Un'escrescenza ossea del pollice gli provocava un'infiammazione e ciò lo costrinse a diversi anni di assenza dalle scene musicali, avendo richiesto una serie di operazioni. Durante tale periodo, si dice che abbia ripetutamente ascoltato musiche di Johann Sebastian Bach. Dopo essere tornato alla tastiera, produsse alla fine degli anni novanta una serie di registrazioni magistrali delle opere per tastiera di Bach, in modo particolare un'interpretazione accolta con il favore della critica delle celebri Variazioni Goldberg. Ciò gli ha reso la fama di essere considerato uno degli specialisti di Bach ai giorni nostri.
Parimenti fortunata in termini di critica e di successo è stata l'incisione degli studi di Fryderyk Chopin e di una delle ultime sonate per pianoforte di Franz Schubert. Al momento sta realizzando una nuova edizione Urtext delle sonate per pianoforte di Beethoven. Perahia è considerato uno dei più fini e sicuramente tra i più popolari pianisti di cui sono disponibili incisioni contemporanee, per di più tenute in gran conto per la sua rara sensibilità musicale.
Oltre alla sua carriera come solista, è attivo nella musica da camera e si esibisce regolarmente con i Guarneri ed il Budapest Quartet. È inoltre Principal Guest Conductor dell'Orchestra dell'Academy of St. Martin in the Fields, con la quale si esibisce ed effettua numerose incisioni.
Attualmente vive a Londra. L'8 marzo 2004 la Regina Elisabetta II gli ha conferito l'ordine del Cavalierato dell'impero britannico.

## Premi e riconoscimenti
Grammy Award for Best Chamber Music Performance:
- David Corkhill, Evelyn Glennie, Murray Perahia & Georg Solti for Bartók: Sonata for Two Pianos & Percussion, Kultur Video (1989)

Grammy Award for Best Instrumental Soloist Performance (without orchestra):
- Andreas Neubronner (producer & engineer) & Murray Perahia for Chopin: Études, Op. 10 & Op. 25, Sony (2003)
- Murray Perahia per Bach: English Suites Nos. 1, 3 And 6, Sony (1999)

## Discografia
- Chopin: The complete preludes (1976)
- Schubert: Wanderer Fantasie; Schumann: Fantasie in C Major (1986)
- Mozart, Beethoven: Quintets for piano and Winds (1986)
- Mozart: sonata (K. 448); Schubert: Piano sonata for four hands (1986) — with Radu Lupu
- Beethoven: Piano concertos nos. 3 and 4 (1986)
- Brahms: Piano quartet (1987)
- Beethoven: Piano sonatas nos. 17, 18 and 26 (1987)
- Beethoven: Piano concerto no. 5 (Emperor) (1987)
- A Portrait of Murray Perahia (1987)
- Mendelssohn: Piano concertos nos. 1 and 2 (1987) — with Neville Marriner and the Academy of St. Martin in the Fields
- Mozart: Piano concertos nos. 11, 12 and 14 (1987)
- Mozart: Piano concertos nos. 22 and 24 (1987)
- Chopin: Piano concerto no. 1, barcarolle, etc. (1987)
- Beethoven: Piano concertos nos. 1 and 2 (1987)
- Mozart: Piano concertos nos. 9 and 21 (1987)
- Schumann: Symphonic études, posthumous études, papillons; Chopin: piano sonatas nos. 2 and 3 (1988)
- Schumann: Davidsbündlertänze; Fantasiestücke (1988)
- Beethoven: The five piano concertos (1988) — with Bernard Haitink and the Royal Concertgebouw Orchestra
- Schumann: Piano sonata, (op. 22), Schubert: piano sonata (D. 959) (1988)
- Bartók: Sonata for 2 pianos and percussion; Brahms: Variations on a theme by Haydn (1988)
- Schumann, Grieg: Piano concertos (1989)
- Chopin: Piano concertos nos. 1 and 2 (1990)
- Murray Perahia in Performance (1991)
- Murray Perahia Plays Franck and Liszt (1991)
- Brahms: Sonata no. 3, rhapsodies, etc. (1991)
- Mozart: Concertos for 2 and 3 pianos, andante and variations for piano four hands (1991) with Radu Lupu
- Mozart: Piano concertos nos. 21 and 27 (1991)
- The Aldeburgh Recital (1991)
- Mozart: Piano sonatas (K. 310, 333, and 533) (1992)
- Bach: Harpsichord concertos (1993)
- Amata immortale Original Motion Picture Soundtrack (1994)
- Greatest Hits: Grieg (1994)
- Chopin: Ballades, waltzes, mazurkas, etc. (1995)
- Beethoven: Piano sonatas (op. 2, nos. 1–3) (1995)
- Murray Perahia: 25th Anniversary Edition (1997)
- Schumann: Kreisleriana, piano sonata no. 1 (1997)
- Schumann: Complete works for piano and orchestra (1997) — with Claudio Abbado and the Berliner Philharmoniker
- Murray Perahia Plays Handel and Scarlatti (1997)
- Bach: English suites nos. 1, 3 and 6 (1998), Sony Classical
- Songs Without Words: Bach/Busoni, Mendelssohn and Schubert–Liszt (1999)
- Mozart: Piano concertos nos. 20 and 27 (1999)
- Glenn Gould at the Movies (1999)
- Bach: English suites nos. 2, 4 and 5 (1999), Sony Classical
- Bach: Goldberg Variations (2000)
- Bach: Keyboard concertos nos. 1, 2 and 4 (2001), Sony Classical
- Bach: Keyboard concertos nos. 3, 5, 6, 7 (2002), Sony Classical
- Schubert: Late piano sonatas (2003)
- Murray Perahia Plays Bach (2003)
- Murray Perahia Plays Beethoven: String quartet (op. 127) (transcribed for string orchestra), piano sonata (op. 101) (2004)
- Bach: Partitas nos. 2, 3 and 4 (2008), Sony Classical
- Bach: Partitas nos. 1, 5 and 6 (1999), Sony Classical
- Bach, Suites franc. n. 1-6 - Perahia, (2016), Deutsche Grammophon
- Beethoven: Piano Sonatas op. 106 "Hammerklavier" & Op. 27/2 "Moonlight" (2018), Deutsche Grammophon

## Videografia
- Mozart: Concerti per pianoforte n. 21 e 27 registrati durante le prove e dal vivo (1992)